# Helmstraat (Brugge)
De Helmstraat is een straat in Brugge.

## Beschrijving
De straat heeft haar naam van het huis De Helm op de hoek met de Noordzandstraat. De naam komt in 1514 voor het eerst in een document voor.
Voordien was het Ackerstraat, waarschijnlijk afgeleid van een persoon genaamd Van (den) Ackere. Beide namen werden lang samen gebruikt, tot uiteindelijk tegen het einde van de 17de eeuw, Helmstraat de oudere naam helemaal verdrong.
Men kan de evolutie in de documenten volgen:
- 1353: Van der stove in Pauwels strate van den Ackere
- 1514: in 't Ackerstraetkin dat men ooc heet in 't Helmstraetkin
- 1555: twee huusen staende in 't Ackerstraetkin dat men heet 't Helmstraetkin
- 1564: in 't Ackerstretkin gheseyt 't Helmstraetkin by der Noordzantstrate
- 1602: in 't Hackerstraetkin dat men heet het Helmstraetkin
- 1689: eene huuse ghenaemt den Helm, aen de Noortzyde van de Langhe Noortzantstrate, op den hoeck van het Hackerstraetkin.

In de nauwe straat bevond zich minstens één stove of bordeel. In de Franse tijd werd de naam, voorspelbaar, vertaald in Rue du Casque.
De straat loopt van de Noordzandstraat naar de Moerstraat.

## Literatuur

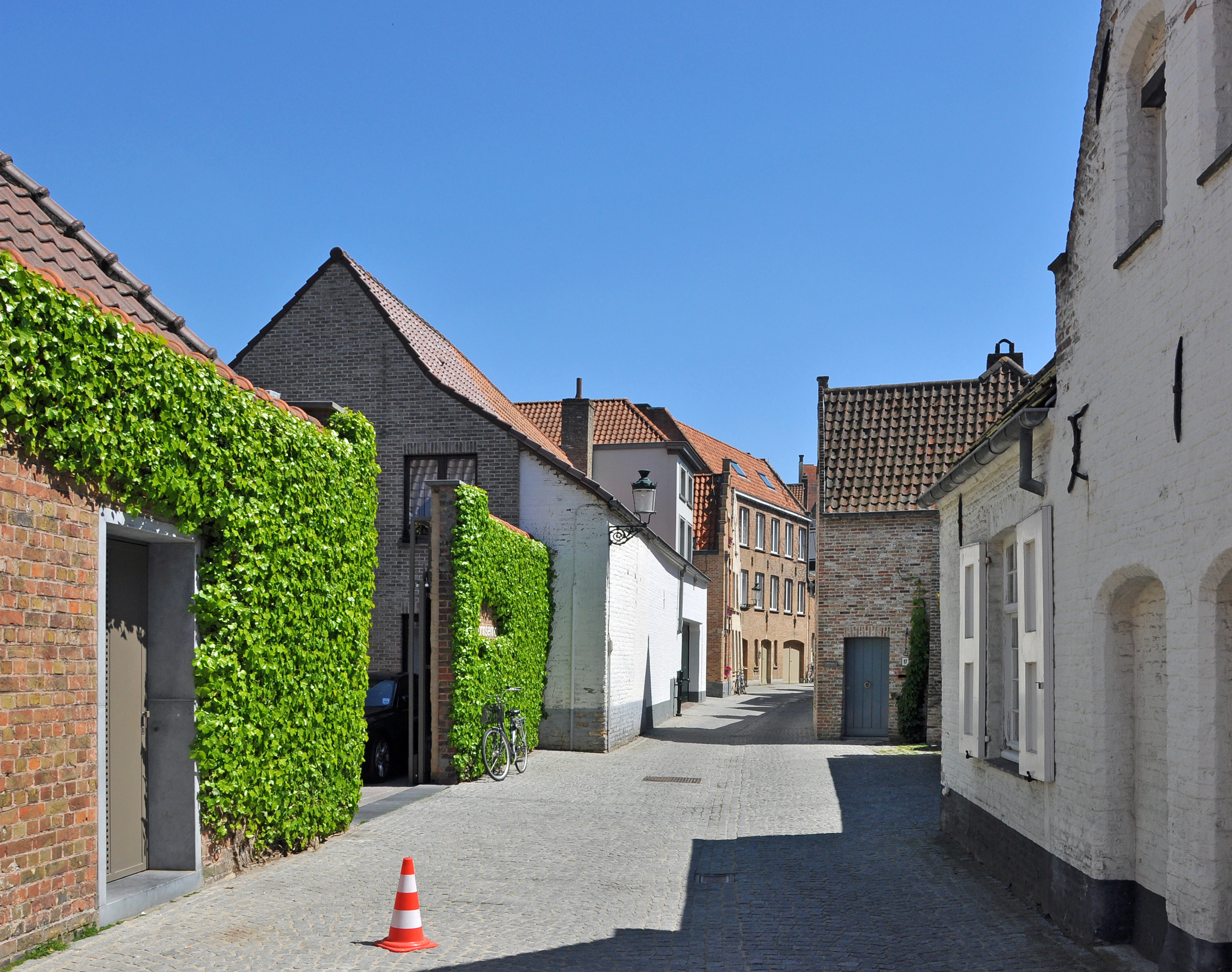
De Helmstraat in de richting van de Noordzandstraat
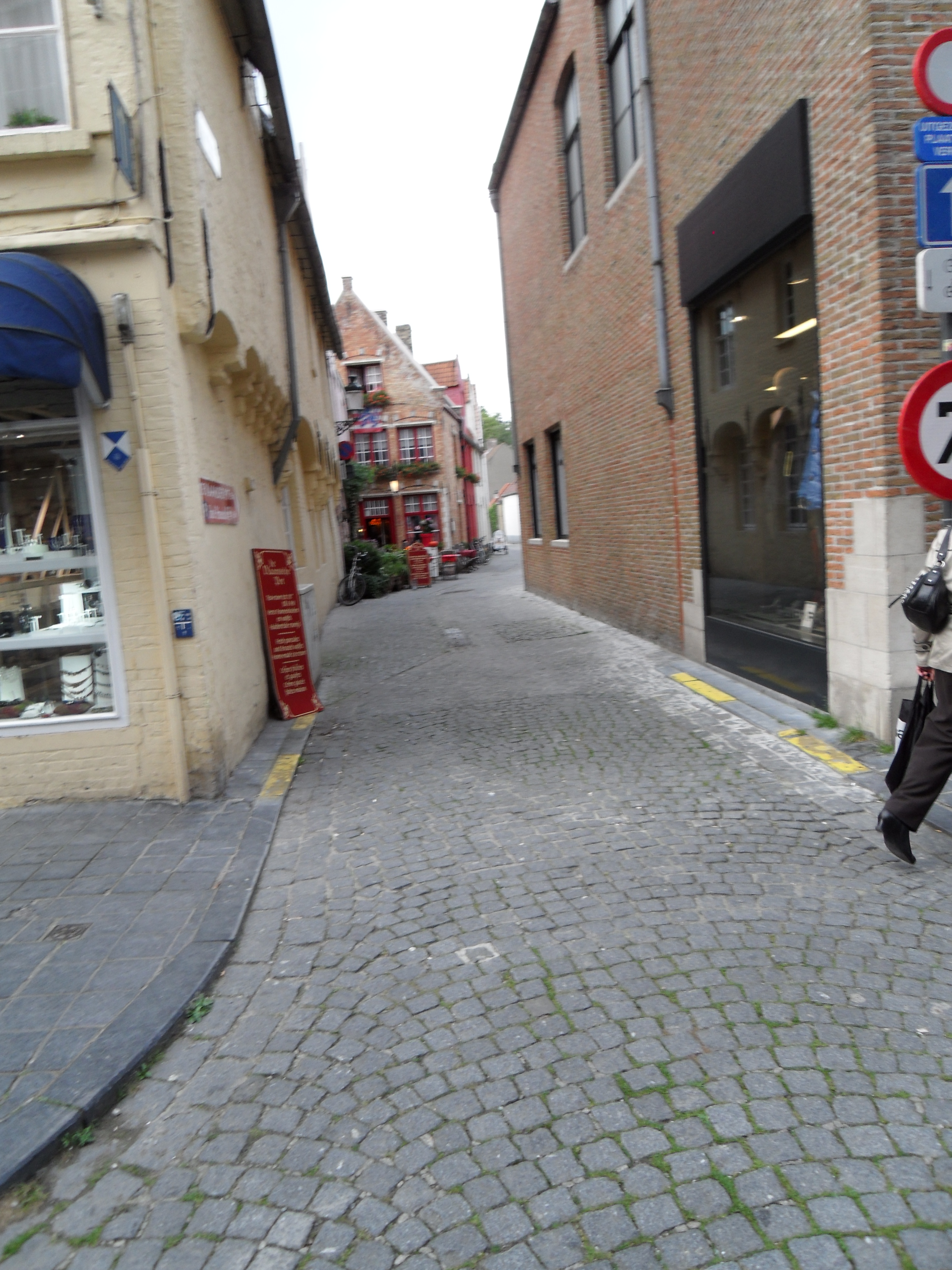
De Helmstraat, vanuit de Noordzandstraat gezien